# Razormaid! Productions
Razormaid! Productions ist ein Unternehmen in der Musikindustrie, das DJs engagiert, um erfolgreiche Lieder insbesondere für 12"-Fassungen zu mischen (Remix). Die Bezeichnung Razormaid Mix kennzeichnet solche Versionen. Das Label beliefert ausschließlich DJs, seine Produkte sind im normalen Handel nicht erhältlich.

## Hintergrund
Die Firma wurde von Joseph Watt und Art Maharg (†) 1984 in San Francisco gegründet. Das Startkapital war ein Bankdarlehen in Höhe von 1.000 USD. Zu ihrer Arbeitsweise zählte das Editieren und Remixen von angesagten Club-Hits aus der ganzen Welt. Durch die besondere Auswahl und das Re-Editing der Lieder erreichte das Label einen Kultstatus in der DJ-Szene. Eine weitere Besonderheit waren die aufwendigen Designs der Schallplatten. Die Veröffentlichungen waren einzig für den DJ-Markt bestimmt.
Ihren Höhepunkt erlebte das Label gegen Ende der 1980er/Anfang der 1990er. Verschiedene, seltenere Platten wurden in Musikgeschäften zu Höchstpreisen verkauft. In den regulären Plattenmarkt traten die beiden Unternehmer durch Remixe für Depeche Mode und Erasure.
1992 verstarb Art Maharg. Joseph Watt führte das Label alleine weiter, veränderte jedoch Stil und Musik der Produktionen. Die Bedeutung von Razormaid Productions schmälerte sich seitdem.  Ab den 1990ern wurden auch CD-Rs für den DJ-Markt produziert. Gegen Ende der 1990er Jahre kam es zu einigen Gerichtsverfahren, die Watts Arbeit erschwerten. Weitere Probleme traten durch die leichte Verfügbarkeit von Tracking-Programmen und Audioeditoren auf.
Um mit diesen neuen Problemen umzugehen, gründete Joseph Watt einen Remix-Service, der seine Dienste über die Label-Website anbietet.
Razormaid geht oft gegen Online-Auktionen vor, die das Label als geschäftsschädigend und illegal empfindet. Auch kümmern sie sich um ihre Darstellung im Internet, indem sie privaten Websites untersagen, Bilder ihrer Veröffentlichungen online zu stellen.